# Хала-мистшув
Хала-мистшув (пол. Hala Mistrzów — «Зал чемпионов») — арена в Влоцлавеке, Польша. Спортивный комплекс является домашней ареной для мужского баскетбольного клуба «Анвил» (Польская Лига). Открыт в 2001 году. Общая площадь — 8819,89 м².